# کاخ دادگستری تهران
کاخ دادگستری بنای تاریخی در ایرنا و ساختمان دادگستری کل کشور است که در خیابان خیام، تهران قرار دارد. این اثر با نام ساختمان دادگستری کل کشور در تاریخ ۱۶ اسفند ۱۳۸۴ با شمارهٔ ثبت ۱۴۶۱۴ به‌عنوان یکی از آثار ملی ایران به ثبت رسیده است.

## تاریخچه
در زمان محسن صدرالاشراف، پنجمین وزیر عدلیهٔ زمان پهلوی، ساخت این بنا به مناقصه گذاشته شد و به شرکت اشکودا از چکسلواکی واگذار گردید. ساخت بنا در سال ۱۳۱۷ آغاز شد اما پس از دو سال به دلیل جنگ جهانی دوم متوقف گردید. 
این بنا در نهایت در سال ۱۳۲۵ با حضور قوام‌السطنه افتتاح شد.

## ویژگی‌های بنا
این بنا در سبک معماری نوکلاسیک و توسط گابریل گورکیان، معمار سرشناس ارمنی، طراحی شده‌است. کاخ دادگستری در زمینی بنا شده‌است که از چهار طرف مشرف به خیابان‌های اصلی است.
تندیسهای بزرگی از استادان بزرگ ایرانی جلوه گر این ساختمان پرشکوه است که بانوی عدالت اثر ابوالحسن صدیقی و نقش برجسته خسرو انوشیروان اثر غلامرضا رحیم‌زاده ارژنگ از جمله آنهاست.

## نگارخانه

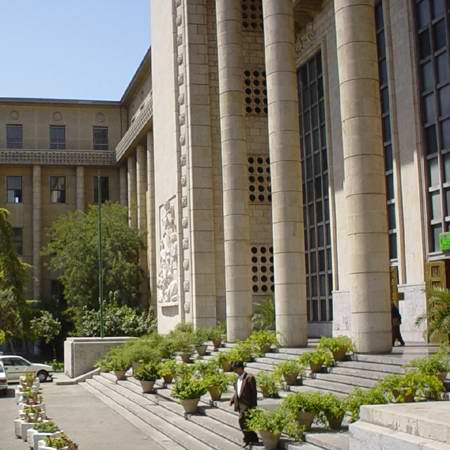
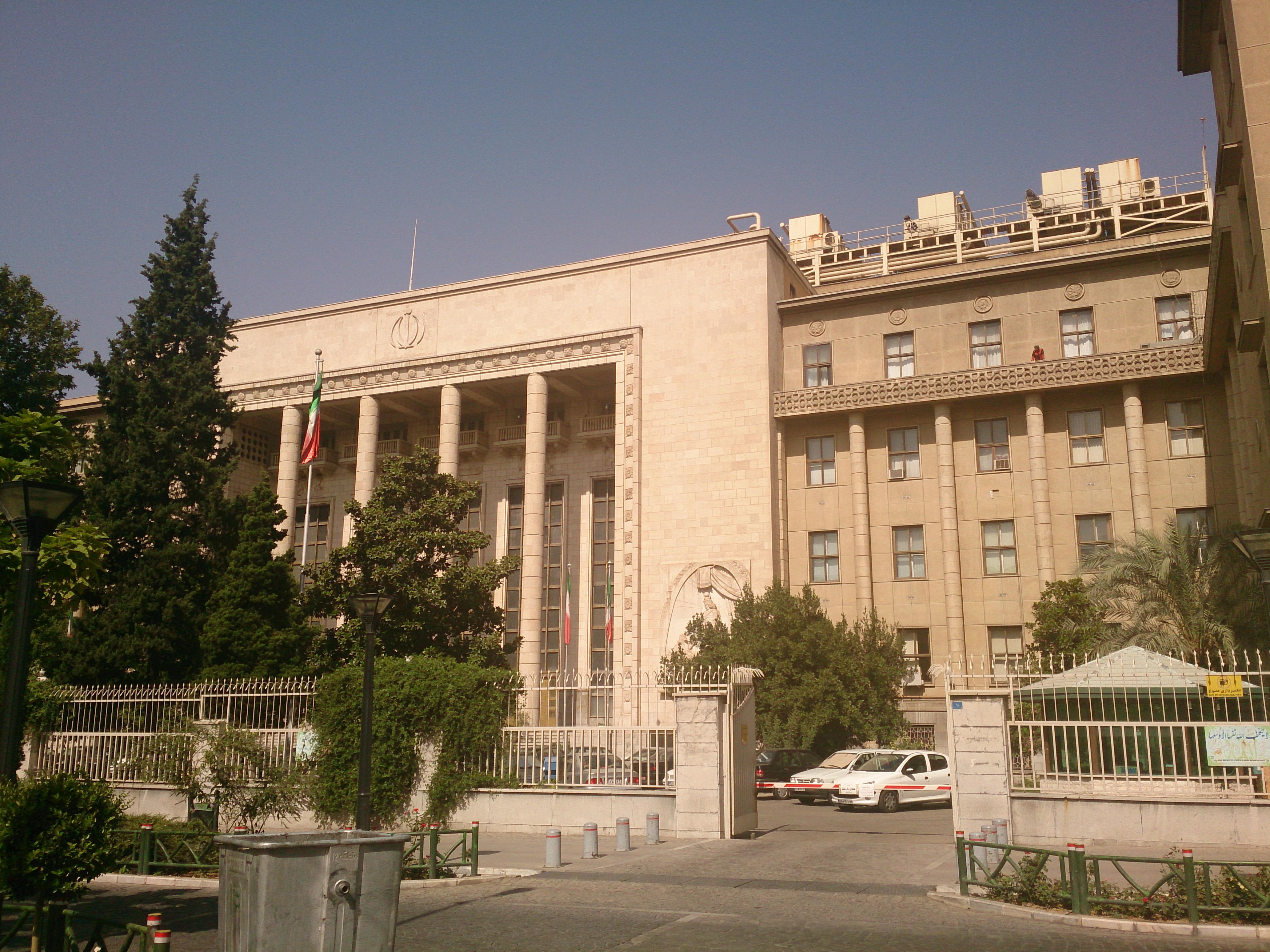
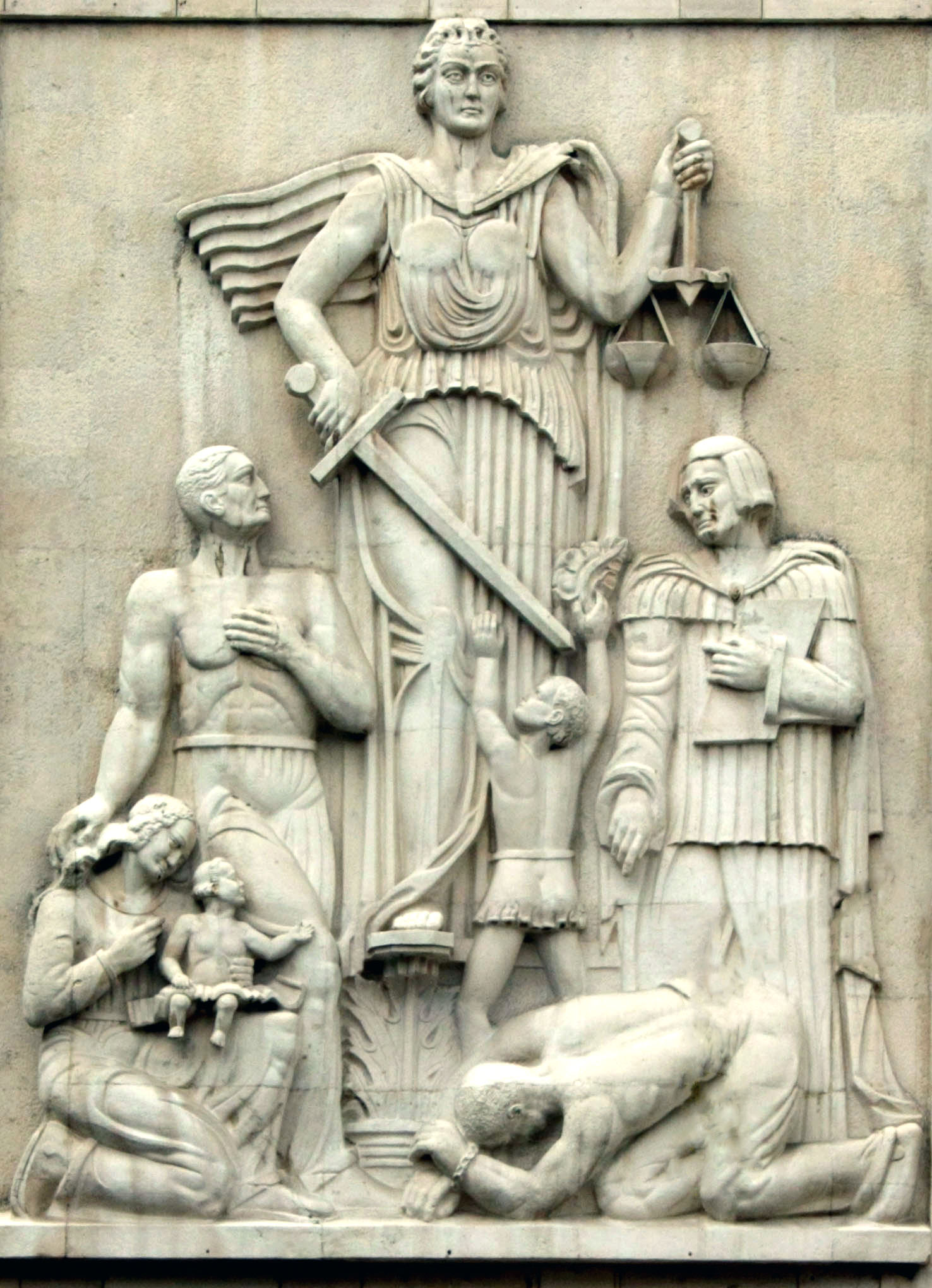
بانوی عدالت کار ابوالحسن صدیقی
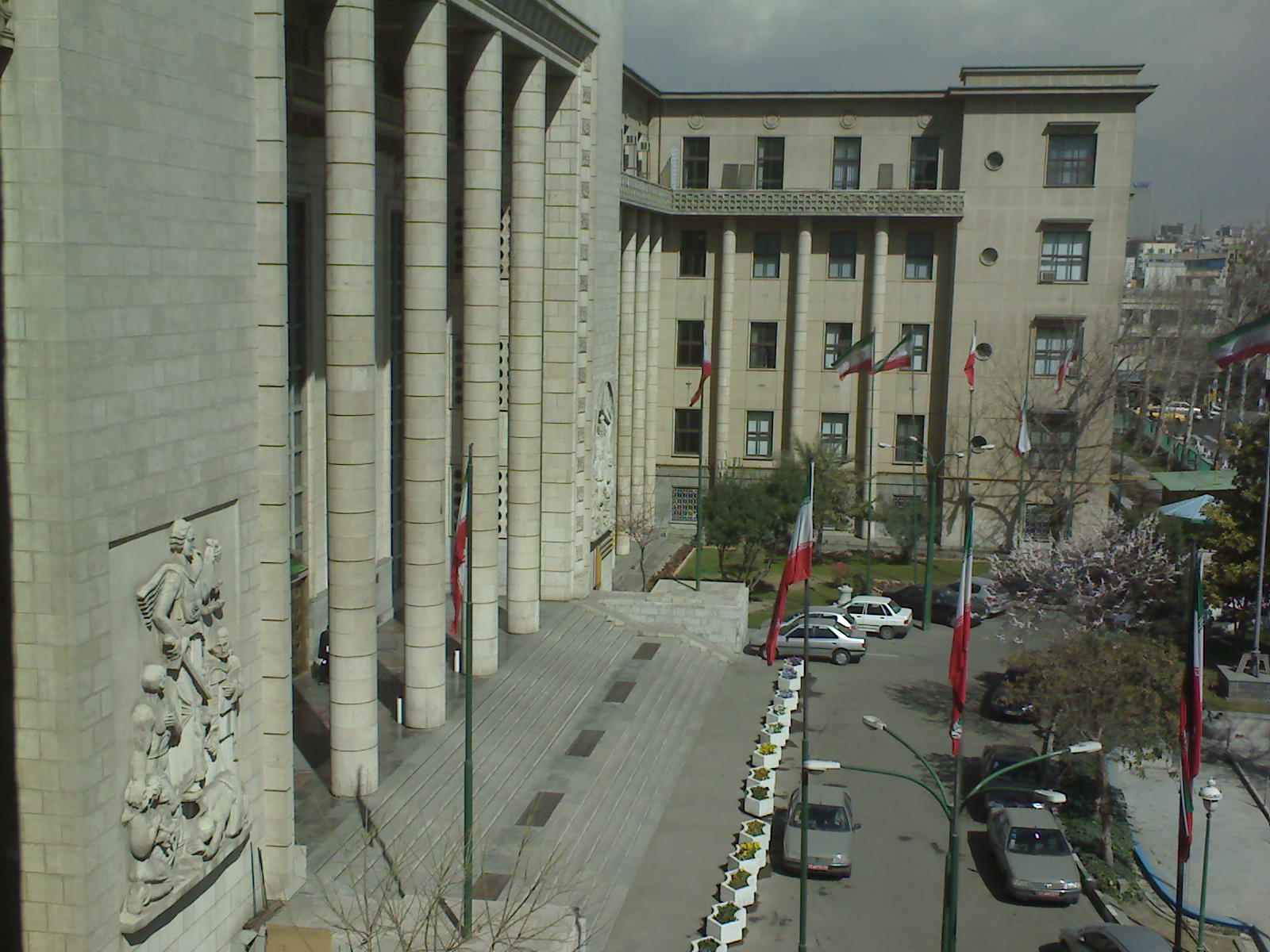
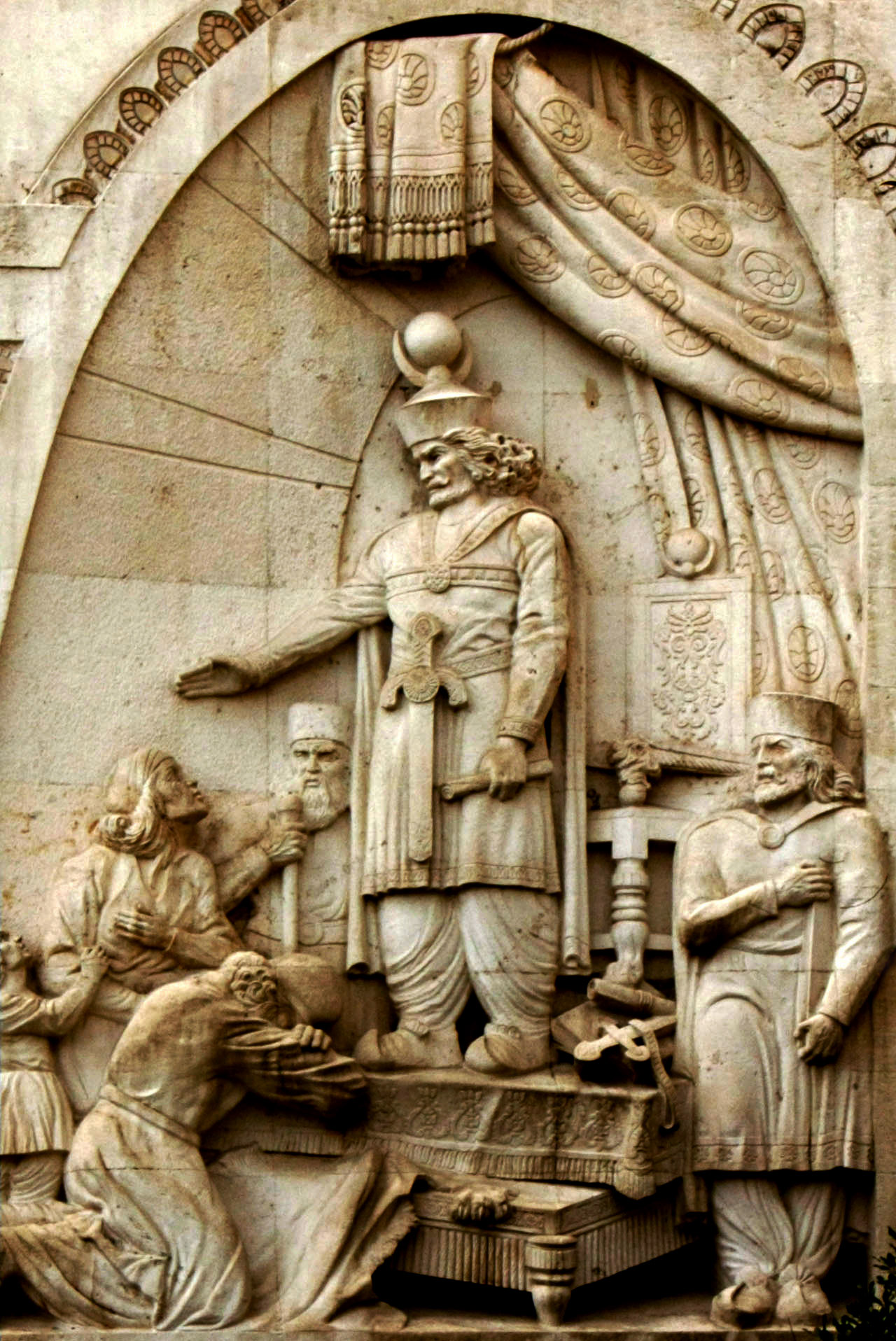
نقش برجسته انوشیروان دادگر کار غلامرضا رحیم‌زاده ارژنگ
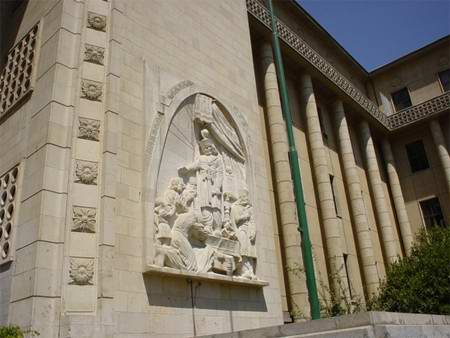
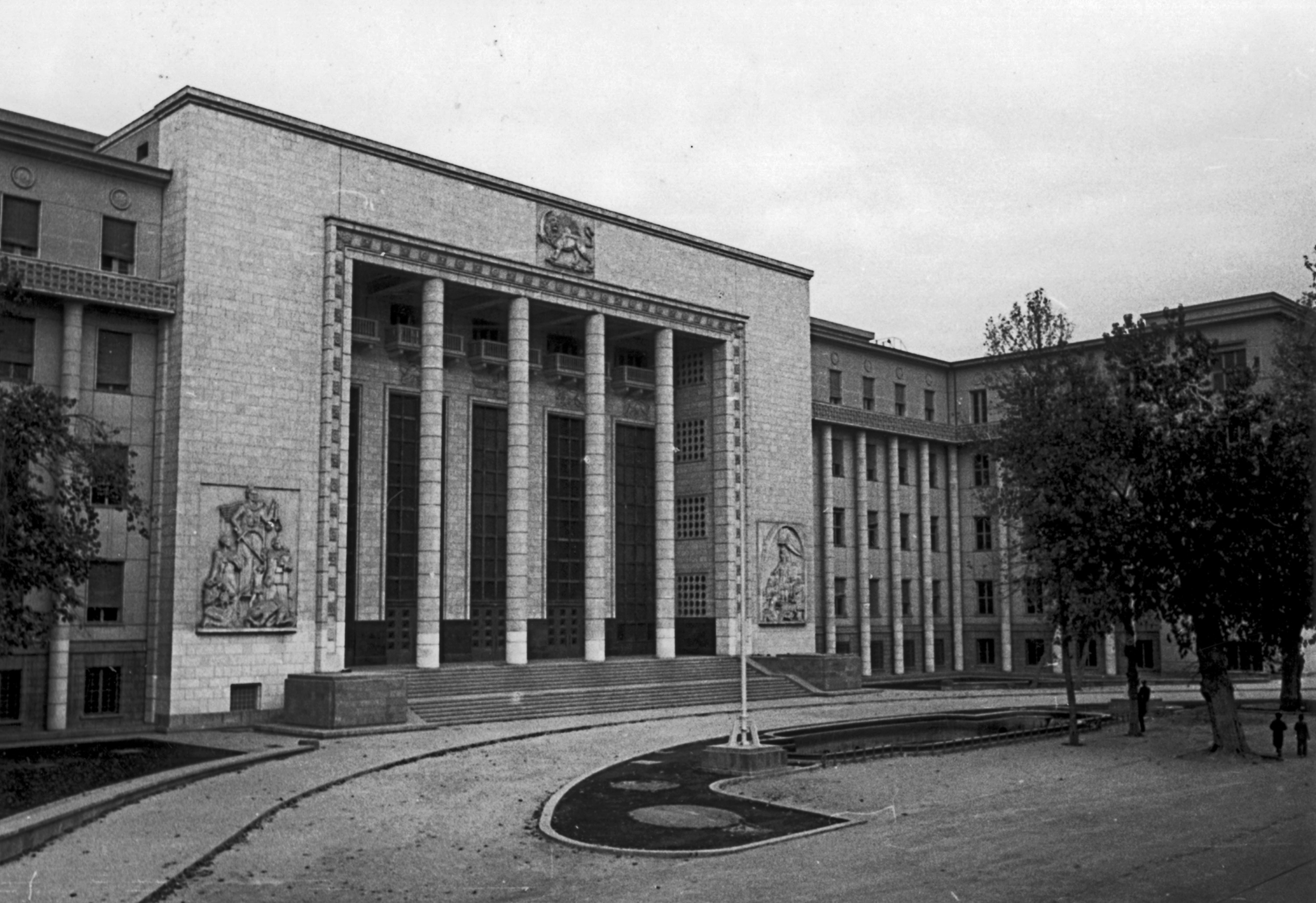
در دهه ۴۰

## جستار های وابسته
- تیراندازی در کاخ دادگستری تهران